# Kontyos csillagosgalamb
A kontyos csillagosgalamb (Gallicolumba tristigmata) a madarak (Aves) osztályának galambalakúak (Columbiformes) rendjébe és a galambfélék (Columbidae) családjába tartozó  faj.

## Előfordulása
Az indonéziai Celebesz-sziget endemikus faja.

## Megjelenése
A kontyos csillagosgalambnak a begye és a homloka sárga, a lábai pirosak, kékeszöld koronája van. Testhossza 35 cm.

## Életmódja
A kontyos csillagosgalamb nem repül, a földön tartózkodik. Magvakat és gyümölcsöket fogyaszt.

## Szaporodása
A tojó egy fehér tojást rak.

## Fordítás
- Ez a szócikk részben vagy egészben  a   Sulawesi Ground-dove című angol Wikipédia-szócikk fordításán alapul.  Az eredeti cikk szerkesztőit annak laptörténete sorolja fel. Ez a jelzés csupán a megfogalmazás eredetét és a szerzői jogokat jelzi, nem szolgál a cikkben szereplő információk forrásmegjelöléseként.